# Майма (река)
Майма — река на севере Республики Алтай, правый приток Катуни. Протекает на территории одноимённого Майминского района. Длина реки — 60 км, площадь водосборного бассейна — 780 км².

## Этимология
Название реки происходит от алтайской родоплеменной группы — майма.

## Описание
Река берёт начало на хребте Иолго рядом с безымянной вершиной (1144 м), к югу от села Урлуаспак (Урлу-Аспак) на юге Майминского района. Далее она проходит в северо-западном направлении через сёла Урлуаспак, Александровка, Бирюля, Кызыл-Озёк, Майма, а также через столицу региона — Горно-Алтайск. Здесь на левому берегу Маймы расположена гора Комсомольская (427 м). В черте города в реку впадает Улалушка — именно здесь в начале XIX века было основано торговое село Улала, которое в 1928 году получило статус города с названием Ойрот-Тура (с 1948 года — Горно-Алтайск). В районе села Майма река впадает в Катунь. Высота устья — 251 м над уровнем моря.
Майма имеет хорошо выработанную долину с шириной русла от 5 до 10 м и глубиной до 1 м. Большая часть берегов реки — покрыта лесами. В верхнем течении преобладают сибирский кедр и пихта, в среднем — осина и пихта, в нижнем — берёза и осина.
Из видов рыб в Майме отмечаются: хариус, чебак, пескарь, бычок, гольян, а также щука и налим.

## Притоки
- Каяс
- 10 км: Улалушка
- Первая Еланда
- Вторая Еланда
- Третья Еланда
- Малая Сиульта
- 27 км: Сайдыс
- Сиульта
- Ебуловский
- Тарколов
- 39 км: Бирюля
- Имеря
- Тунжа
- Состуков
- Майминский Куртугол

## Данные водного реестра
По данным государственного водного реестра России относится к Верхнеобскому бассейновому округу, водохозяйственный участок реки — Катунь, речной подбассейн реки — Бия и Катунь. Речной бассейн реки — (Верхняя) Обь до впадения Иртыша.